# Thí nghiệm Cavendish

Diagram of torsion balance

Thí nghiệm Cavendish là thí nghiệm đầu tiên đo đạc chính xác hằng số hấp dẫn, dựa trên nguyên lý đo lực hấp dẫn giữa hai vật mang khối lượng.

## Lịch sử

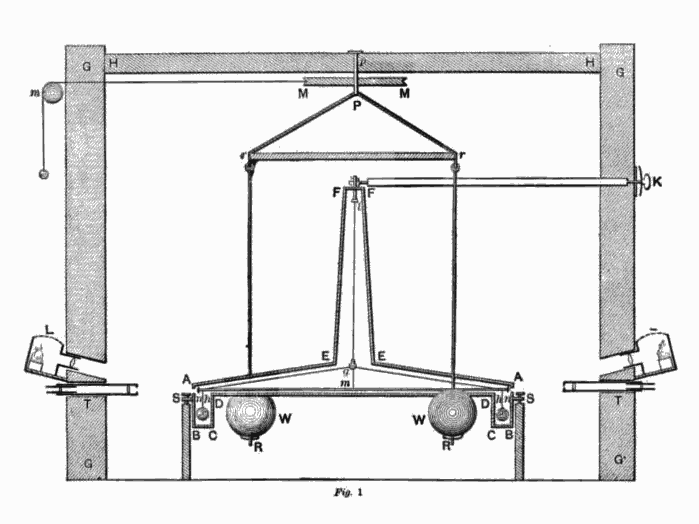
Vertical section drawing of Cavendish's torsion balance instrument including the building in which it was housed. The large balls were hung from a frame so they could be rotated into position next to the small balls by a pulley from outside. Figure 1 of Cavendish's paper.

Định luật vạn vật hấp dẫn đã được Isaac Newton tìm ra năm 1687. Vào thời điểm đó, hằng số hấp dẫn trong công thức tính lực hấp dẫn vẫn chưa được đo đạc chính xác.
Thí nghiệm xác định hằng số hấp dẫn dựa trên đo lực hấp dẫn giữa các vật thể trong phòng thí nghiệm ban đầu được đề xuất bởi John Michell, người đã chế tạo lò xo xoắn để đo mômen lực nhỏ một cách chính xác nhưng đã mất năm 1793 trước khi kịp thực hiện thí nghiệm của mình. Lò xo xoắn sau đó được chuyển giao cho Francis John Hyde Wollaston, rồi đến tay Henry Cavendish.
Khoảng năm 1797 đến 1798, Cavendish thực hiện lại dự định thí nghiệm của Michell, và ghi chép lại kết quả trong quyển Philosophical Transactions năm 1798. Ông xây dựng lại lò xo xoắn, sử dụng thiết bị thuê của người dân nông thôn. Ông gắn hai viên bi kim loại vào hai đầu của một thanh gỗ dài 1,8 mét, rồi dùng một sợi dây mảnh treo cả hệ thống lên, giữ cho thanh gỗ nằm ngang. Sau đó, Cavendish đã dùng hai quả cầu bằng chì, mỗi quả nặng 159 kg, tịnh tiến lại gần hai viên bi ở hai đầu thanh gỗ. Để tránh bị gió thổi gây ra rung động, Cavendish đặt hệ thống trong buồng kín gió, và quan sát hệ thống thông qua kính viễn vọng.
Lực hấp dẫn do hai quả cầu chì tác dụng vào hai viên bi làm cho cây gậy quay một góc nhỏ. Cavendish đo góc này bằng kính viễn vọng và tính ra được mômen lực tác động lên lò xo xoắn, và suy tiếp ra hằng số hấp dẫn nhờ vào các khối lượng đã biết. Biết được hằng số hấp dẫn và gia tốc trọng trường trên bề mặt Trái Đất, Cavendish đã tính ra được khối lượng của Trái Đất là 6 × 1024 kg. Kết quả này đã mang lại tên gọi khác cho thí nghiệm là thí nghiệm cân Trái Đất. Việc đo được khối lượng Trái Đất cũng cho phép suy ra khối lượng Mặt Trăng và các thiên thể khác trong Hệ Mặt Trời, thông qua các định luật cơ học và định luật vạn vật hấp dẫn.

## Liên hệ giữaGvà khối lượng Trái Đất
Xem hình vẽ và bảng bên dưới về chú thích cho mỗi ký hiệu.
Phương pháp sau đây không phải là phương pháp mà Cavendish đã sử dụng, nhưng nó chỉ ra cách nhà vật lý hiện đại tính các đại lượng từ kết quả của ông. Từ định luật Hooke đối với lò xo xoắn, mô men lực của lò xo xoắn tỷ lệ với góc lệch θ của cái cân. Mô men lực bằng κθ với κ là hệ số xoắn của sợi dây. Tuy nhiên, mô men lực cũng bằng tích của lực hút giữa hai quả cầu và khoảng cách đến sợi dây treo. Mỗi quả cầu chịu một lực F ở khoảng cách L/2 tính từ trục cân xoắn, mô men lực bằng LF. Lấy hai vế bằng nhau cho công thức tính mô men xoắn thu được:
{\displaystyle \kappa \theta \ =LF\,}
Với F là lực hấp dẫn của Newton giữa hai quả cầu:
{\displaystyle F={\frac {GmM}{r^{2}}}\,}

Minh họa cân xoắn

Thay thế F vào phương trình thứ nhất ở trên
{\displaystyle \kappa \theta \ =L{\frac {GmM}{r^{2}}}\qquad \qquad \qquad (1)\,}
Để tìm hệ số xoắn (κ) của sợi dây, Cavendish đo chu kỳ dao động cộng hưởng T của cân xoắn:
{\displaystyle T=2\pi {\sqrt {\frac {I}{\kappa }}}}
Giả sử khối lượng của thanh nối giữa hai quả cầu là nhỏ và bỏ qua được, mômen quán tính của cái cân chính là của hai quả cầu gộp lại:
{\displaystyle I=m\left({\frac {L}{2}}\right)^{2}+m\left({\frac {L}{2}}\right)^{2}=2m\left({\frac {L}{2}}\right)^{2}={\frac {mL^{2}}{2}}\,},
và vì vậy:
{\displaystyle T=2\pi {\sqrt {\frac {mL^{2}}{2\kappa }}}\,}
Tìm được κ thay vào (1), và sắp xếp lại cho G, kết quả là:
{\displaystyle G={\frac {2\pi ^{2}Lr^{2}\theta }{MT^{2}}}\,}
Khi đã tìm được G, lực hút của một vật tại bề mặt Trái Đất có thể áp dụng để tính ra khối lượng của Trái Đất và khối lượng riêng của nó:
{\displaystyle mg={\frac {GmM_{earth}}{R_{earth}^{2}}}\,}
{\displaystyle M_{earth}={\frac {gR_{earth}^{2}}{G}}\,}
{\displaystyle \rho _{earth}={\frac {M_{earth}}{{\tfrac {4}{3}}\pi R_{earth}^{3}}}={\frac {3g}{4\pi R_{earth}G}}\,}
| Chú thích các ký hiệu |             |                                                             |
| Ký hiệu               | Đơn vị      | Giải nghĩa                                                  |
| θ                     | radian      | Độ lệch của thanh cân xoắn khỏi vị trí ban đầu              |
| F                     | N           | Lực hấp dẫn giữa các khối lượng M và m                      |
| G                     | m3 kg−1 s−2 | Hằng số hấp dẫn                                             |
| m                     | kg          | Khối lượng của quả cầu nhỏ bằng kim loại chì                |
| M                     | kg          | Khối lượng của quả cầu lớn bằng kim loại chì                |
| r                     | m           | Khoảng cách giữa tâm hai quả cầu lớn và nhỏ khi cân bị lệch |
| L                     | m           | Độ dài của thanh ngang nối giữa hai quả cầu nhỏ             |
| κ                     | N m rad−1   | Hệ số xoắn của dây treo                                     |
| I                     | kg m2       | Mô men quán tính của cân treo                               |
| T                     | s           | Chu kỳ dao động của cân xoắn                                |
| g                     | m s−2       | Gia tốc trọng trường tại bề mặt Trái Đất                    |
| Mearth                | kg          | Khối lượng Trái Đất                                         |
| Rearth                | m           | Bán kính Trái Đất                                           |
| ρearth                | kg m−3      | Khối lượng riêng của Trái Đất                               |